# The Blue Coyote Cherry Crop
The Blue Coyote Cherry Crop è un cortometraggio muto del 1914 diretto da Ashley Miller.

## Produzione
Il film fu prodotto dalla Edison Company.

## Distribuzione
Distribuito dalla General Film Company, il film - un cortometraggio in una bobina - uscì nelle sale cinematografiche statunitensi il 22 settembre 1914.